# 平治煎餅本店
有限会社平治煎餅本店（へいじせんべいほんてん）とは、三重県津市大門に本店がある和菓子店。津市を代表する銘菓「平治煎餅」で知られる老舗和菓子店である。

## 歴史
1913年（大正2年）3月に初代・伊藤銀太郎が津市伊予町にて創業、1920年（大正9年）に現在の場所に移転。

## 平治煎餅
平治煎餅は津市周辺に伝わる「阿漕平治」の物語に由来するもので、物語中で平治が忘れた笠を模って初代が考案した卵煎餅である。

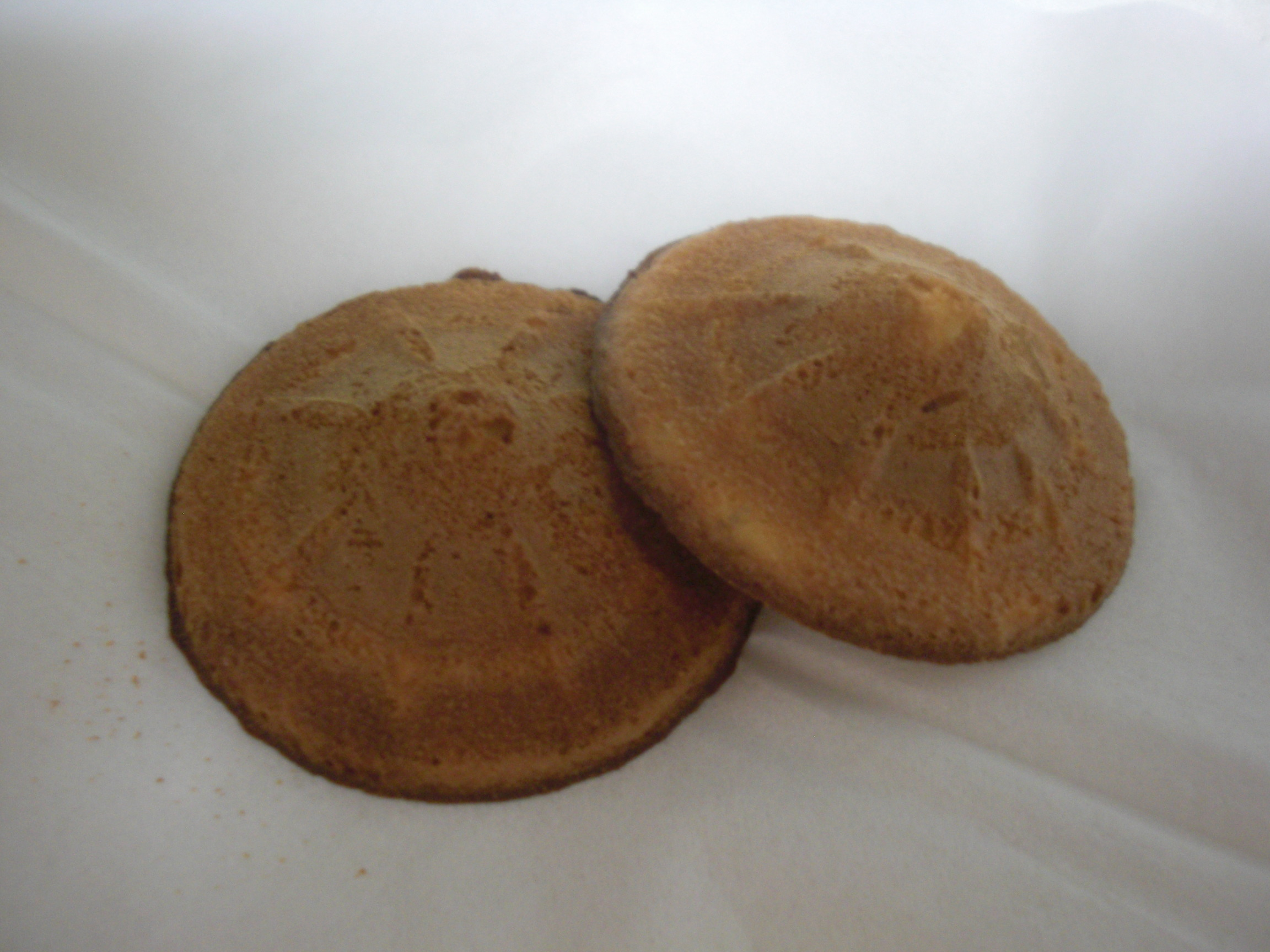
平治煎餅
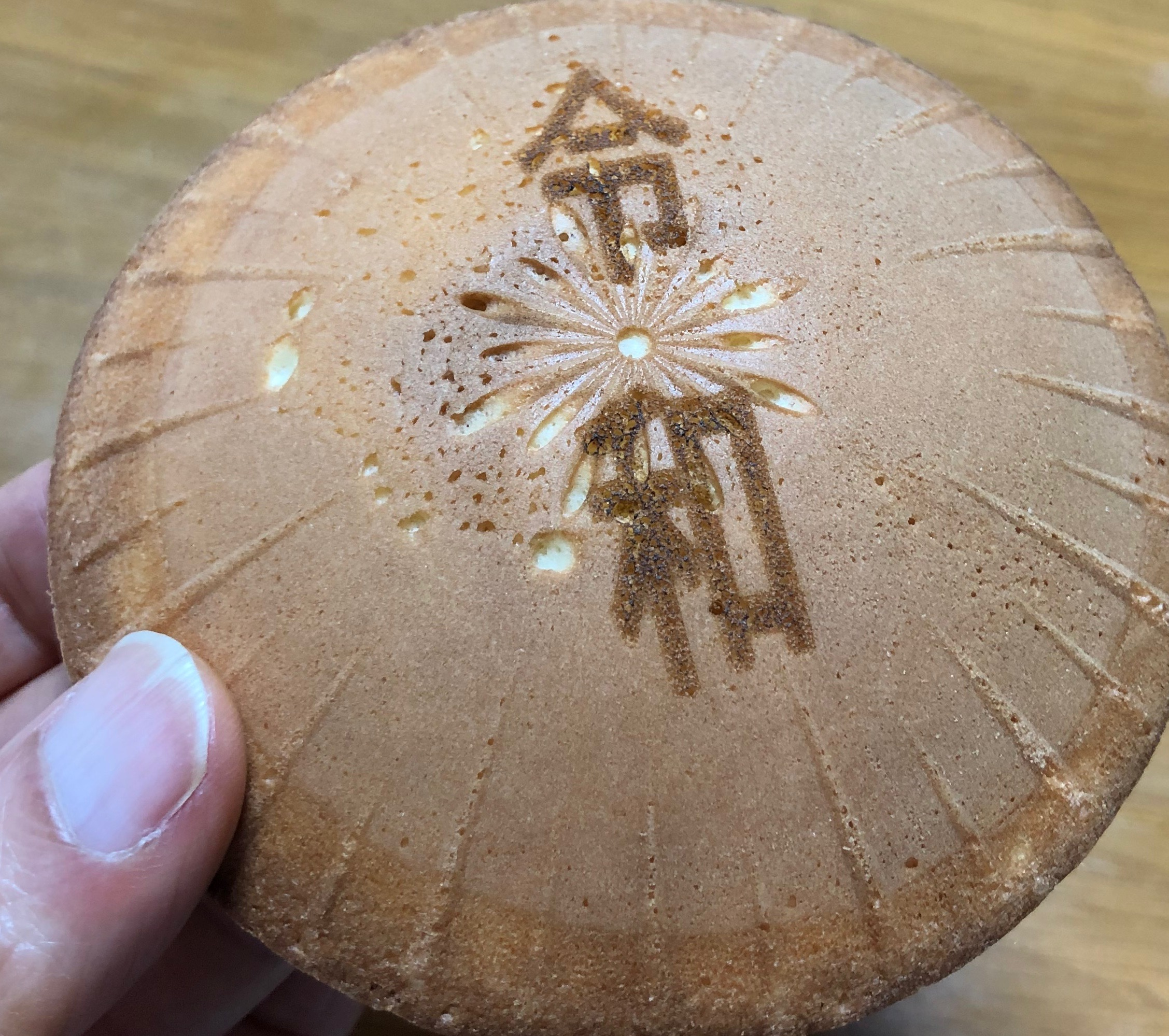
令和改元を記念して販売された令和煎餅

## 主な商品
- 平治煎餅[1]
- 平治最中[1]
- 平治のワッフル[1]

## 店舗
- 大門本店（三重県津市）
- 江戸橋店（三重県津市）